# Livedoor クリップ
livedoor クリップ（ライブドア - ）とはNHN Japanが運営していたソーシャルブックマークサービスである。

## 主な機能
- ウオッチリスト
  - あらかじめ気になるユーザーを登録しておき、そのユーザーがブックマークをしたページを一覧にして表示する機能。
- コメント機能
  - ブックマークしたページに対してコメントを寄せることができる。コメントに対しての返信機能はない。
- 検索機能
  - サイト内のページを検索する機能。サイト全体、自分がブックマークしたページ、任意のユーザーがブックマークしたページ（非共有分を除く）の中からそれぞれキーワード検索ができる。タイトル、タグ、コメントが対象。
- 非公開機能
  - ブックマークしたページを公開をしないよう設定する機能。ブックマークした全てのページ（マイクリップのプライベート設定）または任意のページごとに設定することが出来る。
- R18フラグ
  - 最初にブックマークしたユーザーがページ内に社会通念上18歳未満のユーザーが閲覧するにはふさわしくないコンテンツが含まれていると注意を喚起する機能。二人目以降のユーザーは設定できない。

## livedoor クリップ データセット
公開部分のブックマークデータを研究機関へ提供するサービスを行っていた。

### ディタ&セト
サイトのキャラクターの名前は、緑の髪がディタ、赤の髪がセトで二人あわせてディタ&セトである。イラストはrefeiaによるもの。livedoor Blogの会員数290万人突破を記念して同ブログサービスの管理画面のマスコットキャラクターとしても登場している。livedoor Blogを参照。公式なプロフィールは「今日からはじめるライブドアブログ」に公開されているが、非公式分も含めて下記の通りである。。
ディタ
誕生日1月7日(山羊座)、血液型AB型
成績優秀だが体育は苦手。猫を飼っている。好きな食べ物はケーキ。
セト
誕生日1月7日(山羊座)、血液型B型
成績は普通だが体育が得意。水泳で全国大会出場。虫は苦手。好きな食べ物は卵かけご飯。
誕生日が同じであるが双子というわけでもない。